# NGC 4481
NGC 4481 is een spiraalvormig sterrenstelsel in het sterrenbeeld Draak. Het hemelobject werd op 7 oktober 1866 ontdekt door de Duits-Deense astronoom Heinrich Louis d'Arrest.

## Synoniemen
- MCG 11-15-57
- ZWG 315.40
- PGC 41222